# DC Shoes

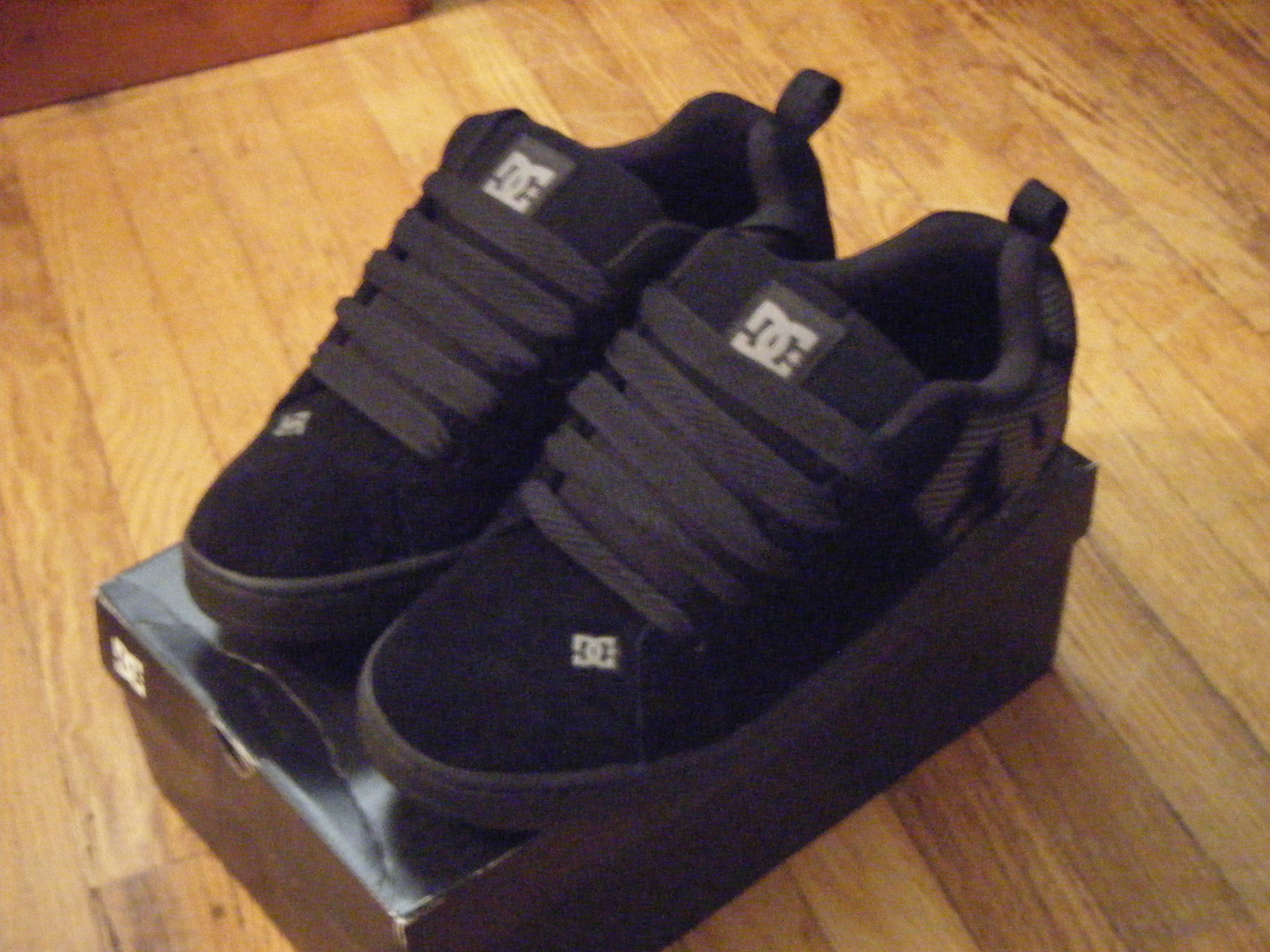
Ett par DC skor.

DC Shoes är ett amerikanskt företag som tillverkar skor och kläder främst för skateboard men även andra actionsporter. 
Företaget grundades 1994 av Ken Block och Damon Way, bror till Danny Way. DC specialiserade sig på att göra tekniskt avancerade skateboardskor, bland de första skorna som släpptes var Danny Ways och Colin McKay s egna proffsmodeller. 
Sedan 1994 har DC Shoes vuxit och expanderat, idag tillverkar företaget förutom skor även omfattande klädkollektioner, bland annat skidkläder som overaller och skidjackor, snowboards och snowboardpjäxor.

## Skateboardteam

### Professionellt team
- Steve Berra
- Evan Smith[1]
- Chris Cole
- Rob Dyrdek
- Colin McKay
- Josh Kalis
- Nyjah Huston
- Mikey Taylor
- Mike Mo Capaldi
- Matt Miller
- Wes Kremer[2]
- Danny Way[3]

### Amatörteam
- Davis Torgerson
- Marquise Henry
- Felipe Gustavo
- Cyril Jackson[3][4]

### Europeiskt team
- Josef Scott Jatta (Sverige)
- Madars Apse
- Thaynan Costa
- Bruno Aballay
- Jody Smith
- Manuel Margreiter
- Javier Paredes
- Ruben Garcia
- Anthony Lopez
- Jaakko Ojanen

## Snowboardteam

### Professionellt team
*Travis Rice
*Devun Walsh
*Torstein Horgmo
*Iikka Backström
*Lauri Heiskari
*Ryan Tiene